# Venae intercostales
Venae intercostales er 11 sæt vener der løber, ligesom arteriae intercostales, langs undersiden af ribbenene. Den er i dette forløb som regel superiort for arterien. Venen er, ligesom de fleste vener, variabel i sin udseende, udmunding og drænageområde.

## Struktur
Venae intercostales forløber langs undersiden af ribbenene imellem vena thoracica interna og azygossystemet, et forløb de deler med arteriae intercostales. Almindeligvist dræner de øverste 3 af venerne, på begge sider, til vena intercosalis superior. Herefter varierer udmundingen imellem højre og venstre venae intercostales.
På venstre side udmunder de næste 5 til vena hemiazygos accesoria og de sidste 3 til vena hemiazygos.
Højre sides resterende 8 vener udmunder alle sammen direkte i vena azygos.

## Referrencer
1. ↑  "Human Anatomy Atlas 2020". Visible Body. 2020.
2. ↑  Tranum-Jensen, Jørgen. Hovedets, halsens og de indre organers anatomi (11 udgave). Munksgaard. ISBN 978-87-628-1559-9.